# John Rothman (Informatiker)
John Rothman (geboren als Hans Rothmann 21. April 1924 in Berlin; gestorben 26. September 2019 in New York City) war ein US-amerikanischer Informatiker.

## Leben
Hans Rothmann war ein Sohn des Kaufmanns Max Rothmann und der Johanna Marcuse, er hatte einen älteren Bruder, der 1936 nach Palästina emigrierte. Rothmann besuchte nach der Machtübergabe an die Nationalsozialisten 1933 das Jüdische Gymnasium in der Großen Hamburger Straße. Er floh im April 1939 mit seinen Eltern in die USA, die Familie anglisierte ihre Namen. 
Rothman besuchte ab 1941 das Queens College der City University of New York (CUNY) und wurde 1943 Soldat der US-Army auf dem europäischen Kriegsschauplatz, wo er deutsche Kriegsgefangene vernahm. 1945 ging er wieder aufs College, machte einen Bachelor-Abschluss und studierte ab 1946 an der New York University, wo er 1949 einen M.A. in Literatur machte. 1956 wurde er an der Columbia University mit einer Dissertation über Friedrich Schiller in Komparatistik promoviert. Rothman heiratete 1946 Phyllis Ullmann, sie hatten zwei Kinder. 
Seit 1946 jobbte er als Newsindexer im Zeitungsarchiv der New York Times (NYT). 1950 wurde er bei der NYT Assistant Editor und 1964 Editor des Index, 1967 Director of Information Services. Er war ein Pioneer bei der Verwendung der elektronischen Datenverarbeitung für das Archiv der NYT und in der Vermarktung von Archivdiensten und veröffentlichte darüber Zeitschriftenartikel. 1972 ging seine „New York Times Information Bank“ in Betrieb. Er beendete 1990 die Tätigkeit bei der NYT und war dann noch freiberuflich als IT-Berater tätig sowie ehrenamtlich bei der CUNY.

## Schriften (Auswahl)
- The origin and development of dramatic criticism in the New York Times: 1851–1880. New York: Arno Press, 1970. New York University, 1949
- Octavio and Buttler in Schiller’s Wallenstein, in: The German quarterly : a journal of the American Association of Teachers of German. Hoboken, NJ: Wiley, Bd. 27 (1954)
- Schiller’s dramatic technique. Dissertation Columbia University, 1956